# Cintura di Afrodite

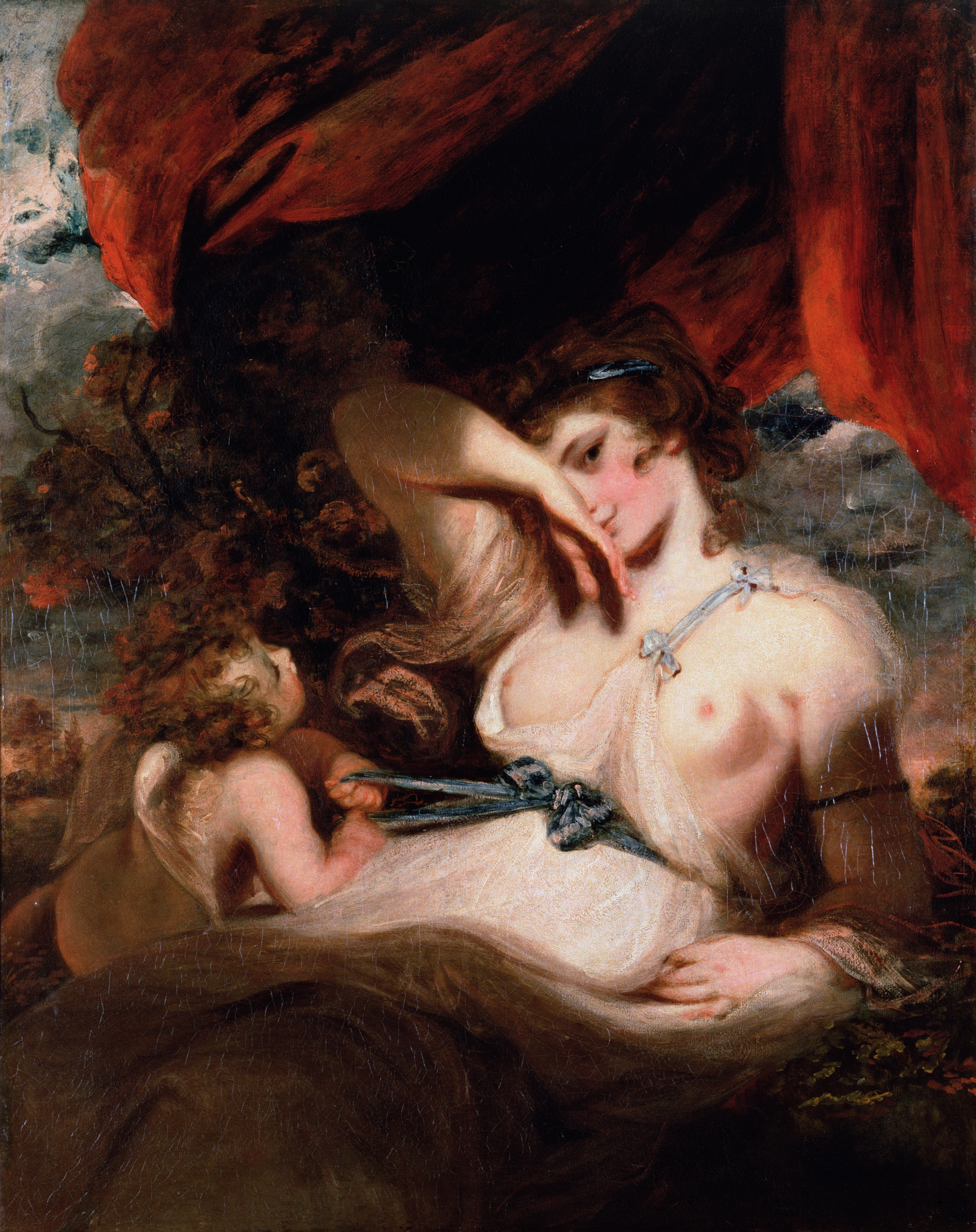
Cupido slaccia la cintura di Venere, Joshua Reynolds, 1788, Hermitage

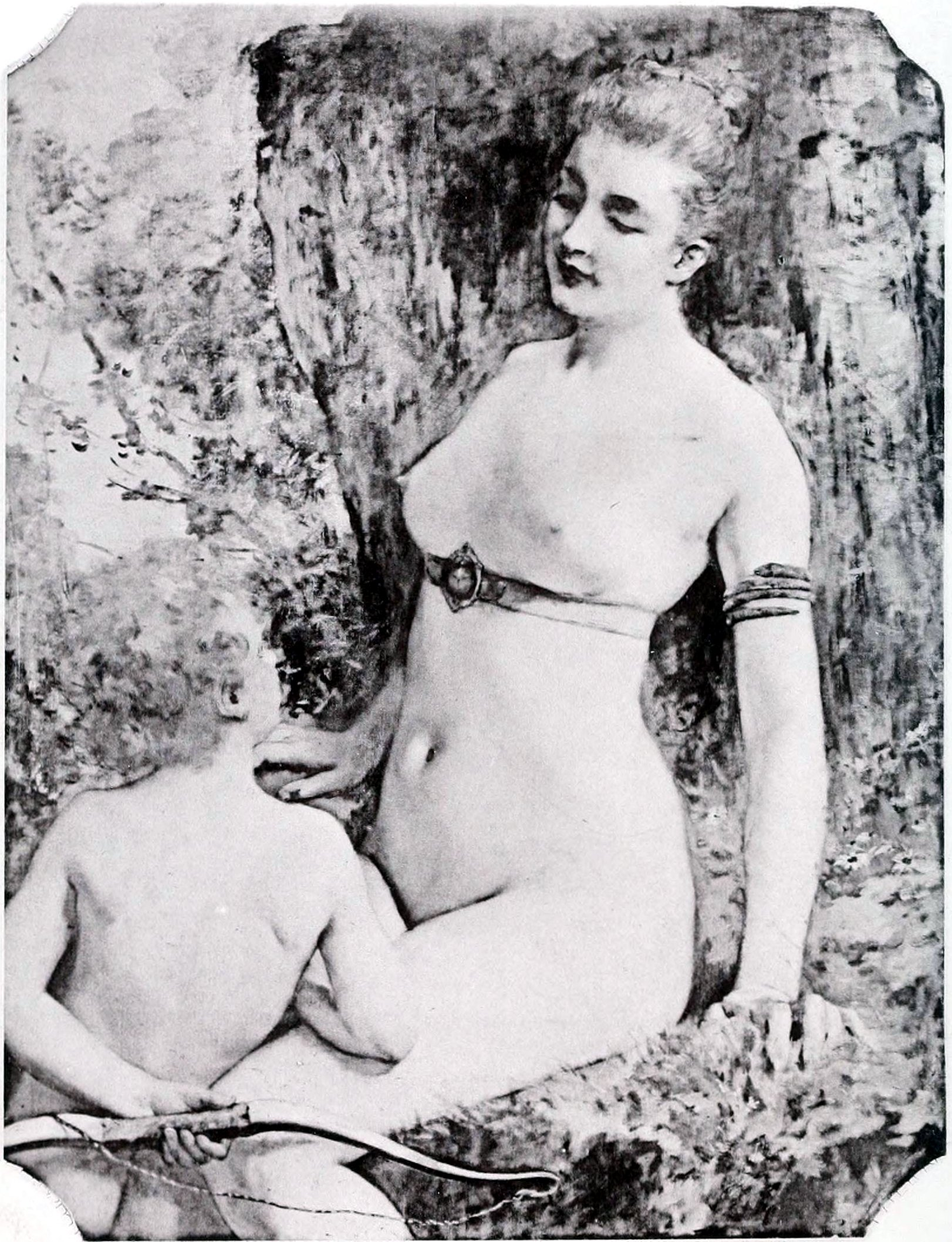

La cintura di Afrodite, o cintura di Venere (in greco antico:  ἱμάς?,  himás, "cinghia" e κεστός, kestós, "cintura"; in latino cingulum Veneri, "cestus Veneris"; interpretata come cintura o fascia), è un oggetto magico e mitologico che costituisca uno degli attributi che la tradizione letteraria e iconografica associa alla figura di Afrodite, dea greca dell'amore e della bellezza.

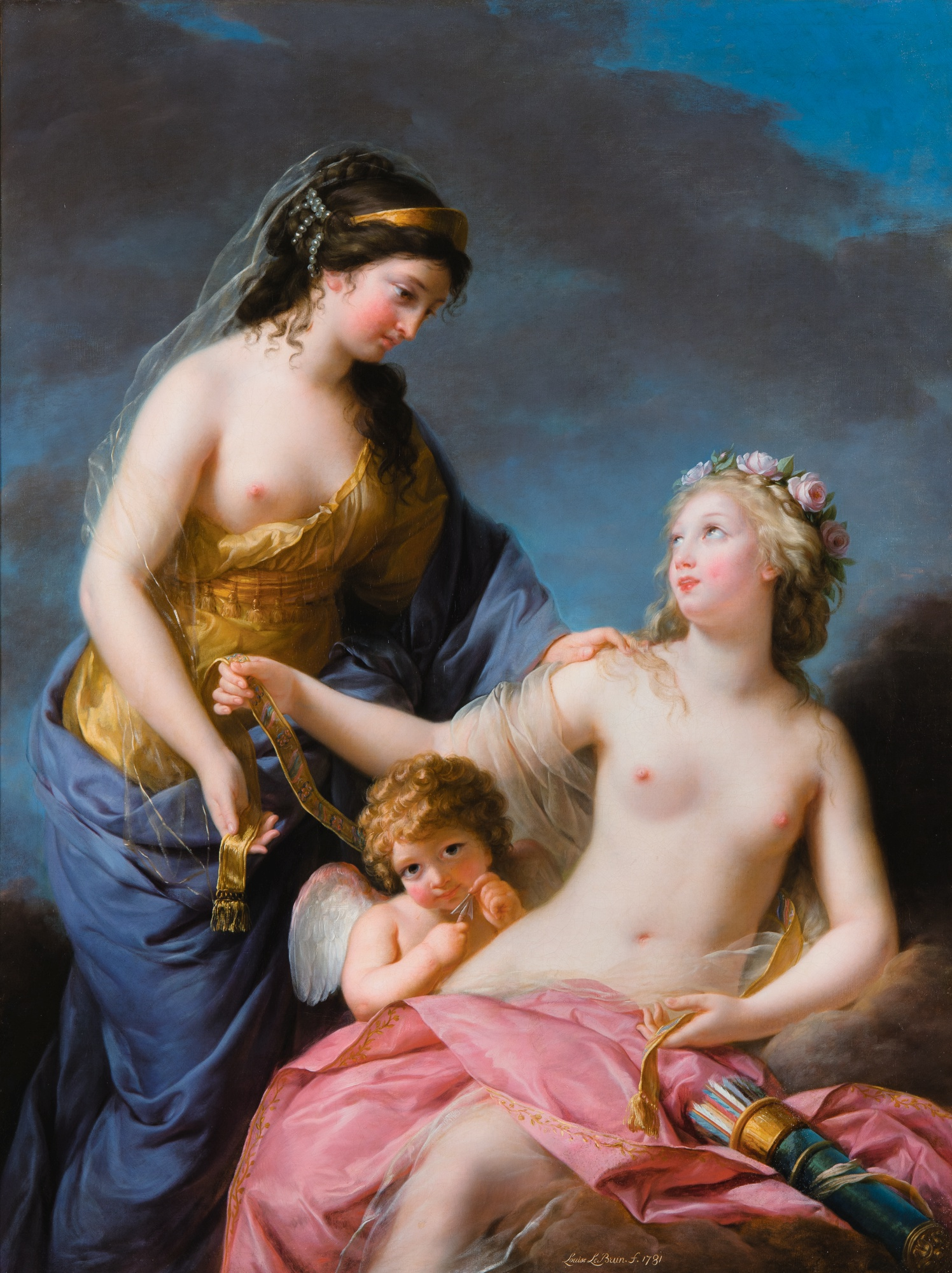
Giunone prende in prestito la cintura di Venere, Élisabeth Vigée Le Brun, 1781

## Descrizione mitologica e funzione
Secondo la tradizione mitologica omerica, la cintura aveva il potere di persuadere e indurre il desiderio amoroso, agendo nei confronti sia dei mortali sia degli immortali, rendendo ammaliante e seducente qualunque donna la indossasse. Hera, dea del matrimonio, a volte la prendeva in prestito da Afrodite per placare le liti tra gli innamorati, per stimolare i corteggiatori a sposarsi e, in almeno un'occasione, per manipolare suo marito Zeus.
Nell'Iliade, la descrizione che Omero fa del kestós himás (termine tradizionalmente tradotto come "cintura ricamata") suggerisce l'idea di una sorta di fascia pettorale decorata (στρόφιον, stróphion). Sembra confermare una simile interpretazione un esempio di scultura tardo-ellenistica che raffigura la dea mentre avvolge intorno al petto uno stróphion (da stróphos, "fascia attorcigliata").
Robert du Mesnil du Buisson, in uno studio sugli ornamenti che compaiono sulle figure di Ishtar, Astarte, Atargatis e Afrodite, pone l'attenzione su un caratteristico ornamento costituito da due fasce, ciascuna delle quali passa sopra una spalla e sotto il braccio formando insieme una croce diagonale, che chiama decusse.
Nell'antichità greco-romana, era usanza tradizionale che, nel giorno del matrimonio, le spose indossare come abbellimento una cintura in onore della dea Afrodite o Venere, un accessorio che veniva chiamata cesto o cinto di Venere (dal latino: cestus; dal greco κεστός).